# 泰東河
泰東河是俄羅斯的河流，屬於托木河的右支流，由科麥羅沃州負責管轄，河道全長120公里，流域面積2,000平方公里，發源自庫茲涅茨克山，河水主要來自雨水和融雪，每年十一月至翌年四月結冰。